# Xenophyllite
Xenophyllite是一种稀有的磷酸盐矿物，其主要成分的化学式可用Na4Fe7(PO4)6表示。
Xenophyllite在乌克兰第聂伯罗彼得罗夫斯克州的Augustinovka陨石中被发现。它在2006年由国际矿物学协会确认。